# Phora carpentieri
Phora carpentieri är en tvåvingeart som beskrevs av Gobert 1877. Phora carpentieri ingår i släktet Phora och familjen puckelflugor.
Artens utbredningsområde är Frankrike. Inga underarter finns listade i Catalogue of Life.